# أولريك يوهانسن
أولريك يوهانسن (بالدنماركية: Ulrik Johansen)‏ هو لاعب كرة قدم دنماركي في مركز الوسط، ولد في 12 مارس 1980 في الدنمارك في مملكة الدنمارك. لعب مع نادي أودنسه ونادي فايله.